# Mount Schaefer
Mount Schaefer är ett berg i Antarktis. Det ligger i Östantarktis. Nya Zeeland gör anspråk på området. Toppen på Mount Schaefer är 1 825 meter över havet, eller 563 meter över den omgivande terrängen. Bredden vid basen är 6,3 km.
Terrängen runt Mount Schaefer är kuperad åt nordost, men åt sydväst är den platt. Trakten är obefolkad. Det finns inga samhällen i närheten.